# Isabella Correa
Isabella Correa (ca. 1655 – ca. 1700) was een Joods-Spaans-Nederlandse dichteres.
Zij was getrouwd met een Spaanse militair met wie zij naar Amsterdam emigreerde. Haar man was vanaf 1672 luitenant-kolonel in Staatse dienst.
Zij was een van de eerste vrouwelijke dichters in de Nederlanden, alhoewel zij in het Spaans schreef (en vertaalde).